# 鍛冶良堅
鍛冶 良堅（かじ よしかた、1926年8月5日 - 2018年2月15日）は、日本の法学者、弁護士。明治大学名誉教授。家族法が専門。妻は鍛冶千鶴子。

## 略歴
東京生まれ。鍛冶良作の次男。明治大学法学部卒。明治大学法学部助教授、教授、1997年定年、名誉教授となる。弁護士。

## 著書
- 『みんなの家族法』日本加除出版 1971
- 『相続法講義』啓文社 1987
- 『家族法』放送大学教育振興会 1990
- 『民法論集 続』啓文社 1997

### 共著・監修
- 『婚姻法入門 恋愛・内縁・離婚の条件』鍛冶千鶴子共著 (カッパブックス) 光文社 1960
- 『家庭の法律 ホーム・カウンセラー』鍛冶千鶴子共編 小学館 1969
- 『身近な法律 法律家夫妻の目』鍛冶千鶴子共著 朝日新聞社 1975
- 『いま夫婦って何だろう?』鍛冶千鶴子共著(ちくまセミナー 筑摩書房 1984
- 『くらしの法律百科 いざというときに身を守る、財産を守る』鍛冶千鶴子共総監修 小学館 2004

## 論文
- <鍛冶良堅

## 栄典
- 2006年4月 瑞宝中綬章受章[3]